# Hirenandihalli, Sampgaon
Hirenandihalli là một làng thuộc tehsil Sampgaon, huyện Belgaum, bang Karnataka, Ấn Độ.